# Бровко Ігор Степанович
І́гор Степа́нович Бровко́ (нар. 13 серпня 1992, Київ) — український футболіст, півзахисник стрийської «Скали».

## Біографія
Починав кар'єру у школі київського «Динамо» (2005—2007 рік), зігравши в чемпіонаті ДЮФЛ 41 матч, забивши 7 м'ячів. В столичному «Арсеналі» з 2008 року. В ДЮФЛ зіграв за клуб 16 матчів, забив 9 м'ячів.
У 2009 році підписав з київським  «Арсеналом» перший професійний контракт і став виступати за молодіжну команду і команду дублерів, у складі якої провів більше 60 матчів.
31 жовтня 2012 року дебютував за першу команду «Арсеналу» у кубковому матчі проти краматорського «Авангарду». Бровко вийшов у стартовому складі і провів на полі 62 хвилини, після чого був замінений Сандро Кобахідзе, який приніс «канонірам» перемогу в цьому поєдинку.
10 березня 2013 року дебютував за основну команду в матчі Прем'єр-ліги проти харківського  «Металіста», вийшовши на поле на 62 хвилині замість Ярослава Мартинюка. У підсумку команда програла 1:2, і ця гра стала поки що єдиною в Прем'єр-лізі для Ігоря.
На початку 2014 року, після розформування «канонірів», перейшов в інший прем'єрліговий клуб «Говерла». Проте до кінця сезону лише зіграв 9 матчів у молодіжній команді, після чого покинув ужгородців. Незабаром Ігор отримав важку травму коліна, відновлювальний процес зайняв близько року.
У липні 2015 року повернувся в столичний «Арсенал», який розпочинав виступи у Другій лізі.
Наприкінці березня 2016 року став гравцем клубу «Арсенал-Київщина». Наприкінці липня того ж року перейшов до складу стрийської «Скали».